# Rävspel (varumärke)
Rävspel är ett varumärke som startades 1997 av Anders och Tove Gillbring, Åke Rosenius samt Anders Blixt. Rävspel fortsatte utgivningen av rollspelet Western efter att Lancelot Games lagts ner men publicerar även en del nytt material.  
Utgivning gjordes av respektive deltagares egna organisationer: Gillbring Grafisk Design (sedermera Åskfågeln förlag) samt Anders Blixt enskild firma.

## Utgivet material

### Gondica
Gondica är ett actioninriktat heroiskt fantasyrollspel inspirerat av filmen Slaghöken och Leonardo da Vinci. Spelsystemet är designat för att uppmuntra cineastisk handling i bästa Errol Flynn-stil. Med tid och erfarenhet kan spelarnas rollpersoner bli vittberyktade hjältar som färdas vida på jakt efter ära och rikedom.

### Western
Western är som titeln avslöjar ett rollspel som utspelar sig under den amerikanska västern-eran. Western utspelar sig efter Amerikanska inbördeskriget och till slutet av 1800-talet (1865–1900). Western gavs ursprungligen ut av Lancelot Games. Från och med version 4 av Western publicerades spelet under Åskfågeln förlag. 

### Övriga produkter
- The handbook anthology (2000[1]) - En antologi över de seriestrippar i Rubicons handbok för överlevnad. Illustrerat av Åke Rosenius (illustratör).
- Lemuria (2004[2]) - En action-inriktad dieselpunk-spelvärld skriven till d20 Modern Roleplaying Game. Författat av Anders Blixt och Krister Sundelin.
- Berättelser från Stockholmszonen (2004[3]) - En science-fiction-roman som utspelar sig i ett Stockholm inte helt olikt den i Mutant[4]. Skriven av Thomas Allvin.
- Spiran och Staven (2011[5]) - En fantasyroman författad av Anders Blixt
- Iskriget och andra berättelser (2011[6]) - En science-fiction-novellsamling författad av Anders Blixt.